# Didemnum studeri
Didemnum studeri is een zakpijpensoort uit de familie van de Didemnidae. De wetenschappelijke naam van de soort is voor het eerst geldig gepubliceerd in 1911 door Hartmeyer.